# نمر سوندا الملطخ
نمر سوندا الملطخ (الاسم العلمي: Neofelis diardi) هو سنور يعيش في جزيرة بورنيو وجزيرة سومطرة وجزر باتو في أرخبيل الملايو، أطلق عليه هذا الاسم من طرف الصندوق العالمي للطبيعة في 14 مارس سنة 2007.

## الوصف والسلوك

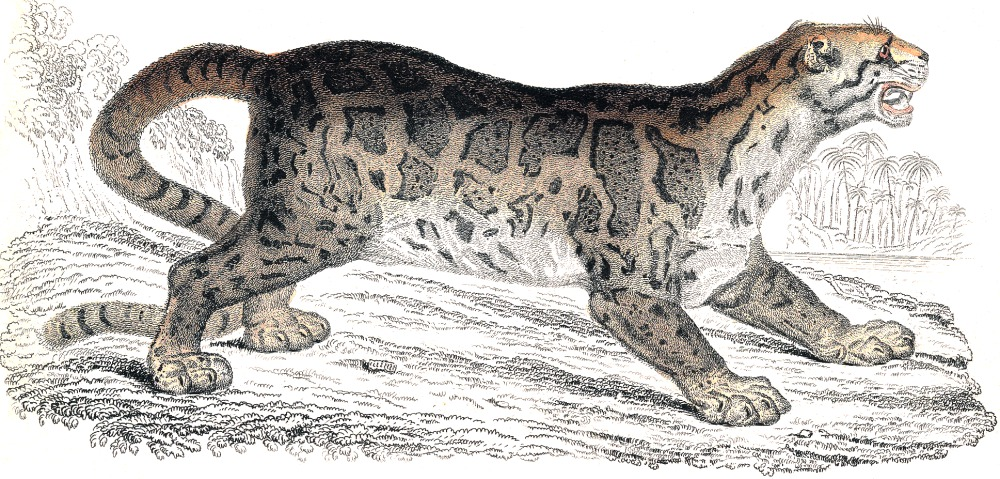

النمر السوندي الملطخ أكبر سنور في بورنيو، وله جسم ممتلئ بناء، ويزن حوالي 12 حتى 25 كيلوغرام (26 حتى 55 رطل). مع أرجل قصيرة ومرنة، كفوف كبيرة، ومخالب كالكلاب، وأنياب هما آلة تقطيع فتاكة طويلة، والتي تتناسب مع طول الجمجمة، يمكن لذيله أن ينمو ليكون بطول جسده، ويساعده في التوازن.
عادات النمر الملطخ السوندي غير معروفة إلى حد كبير بسبب طبيعة الحيوان السرية. ومن المفترض أنه عموما مخلوق الانفرادي. بسبب عادات النمر الملطخ السوندي تجعل من الصعب دراسته.

## الانحفاظ
مؤخراً دراسات وتصوير (الدكتور روبرت مارتن) تقدير عدد القطط ما بين 5000 و11000 في بورنيو، و3000 إلى 7000 في سومطرة.